# Memorandum
Ein Memorandum ist laut Duden eine Denkschrift, also eine „an eine offizielle Stelle gerichtete Schrift über eine wichtige [öffentliche] Angelegenheit“.
Das Wort ist lateinischen Ursprungs: memorandum – das Gerundivum zum Verb memorare, „(sich) erinnern“ – heißt wörtlich „das zu Erinnernde“, freier übersetzt: „woran man sich erinnern soll“ oder „woran man denken sollte“. Der Plural lautet Memoranden oder wie im Lateinischen Memoranda.

## Beispiele
Im Anschluss an Gipfeltreffen von Staatsoberhäuptern oder Klausurtagungen von Politikern und anderen leitenden Gremien wird gerne ein gemeinsamer Standpunkt veröffentlicht, der, wenn er für besonders wichtig oder erinnerungswürdig gehalten wird, als Memorandum betitelt wird.
Die Evangelische Kirche in Deutschland gibt seit 1962 in größeren Zeitabständen Denkschriften zu vornehmlich gesellschaftlichen und sozialethischen Themen heraus, die häufig Aufmerksamkeit wecken und gelegentlich umstritten sind.
Der Verein Arbeitsgruppe Alternative Wirtschaftspolitik hat erstmals 1975 und seit 1977 jährlich ein Memorandum für eine alternative Wirtschaftspolitik veröffentlicht.